# Vangerow (brandenburgisches Adelsgeschlecht)

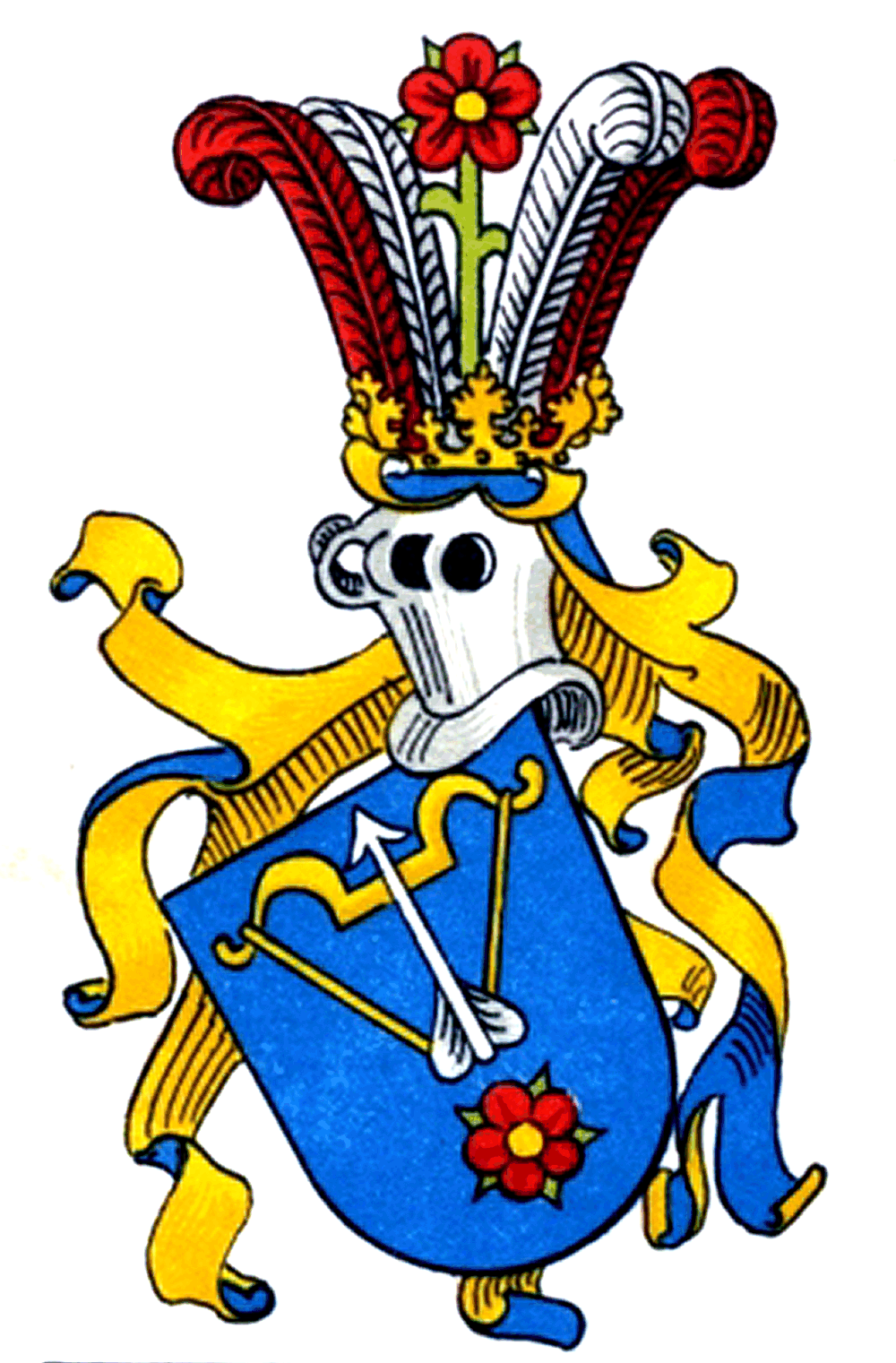
Wappen derer von Vangerow

Vangerow ist der Name einer ursprünglich aus der Neumark stammenden Familie, die mit Brosius Vangerow († 1568) urkundlich zuerst erscheint, der mit seinem Bruder im Jahr 1540 mit dem Schultzengericht zu Hitzdorf (Landkreis Arnswalde) belehnt wurde. Die sichere Stammreihe beginnt mit Adam Vangerow († 1643), der als Schultze zu Hitzdorf im Jahr 1639 urkundlich erwähnt wird.

## Adelserhebungen
- Preußischer Adelsstand am 6. Juli 1798 in Berlin für Wilhelm Vangerow, königlich preußischer Regierungspräsident in Magdeburg, sowie am 23. Januar 1829 in Berlin für dessen Neffen Johann Friedrich Carl Vangerow, Bankdirektor und königlich preußischer Kriegsrat in Magdeburg.

## Wappen
Das Wappen ist ähnlich dem des pommerschen Adelsgeschlechts von Vangerow. Innerhalb goldenen Schildrandes in Blau über einer roten Rose ein gespannter goldener Bogen mit pfahlweise aufliegendem silbernen Pfeil. Auf dem Helm mit blau-goldenen Decken die Rose aufgeblüht an grünem Blätterstengel zwischen vier (rechts rot und silbern, links silbern und rot) Straußenfedern.

## Namensträger
- Wilhelm von Vangerow (1745–1816), preußischer Regierungspräsident in Magdeburg, Rechtswissenschaftler und Historiker
- Wilhelm Eduard von Vangerow (1785–1833), preußischer Vizepräsident des Oberlandesgerichts Marienwerder
- Christoph Friedrich Wilhelm von Vangerow (1775–1824), hannoverischer Konsistorialpräsident